# Bälaryd

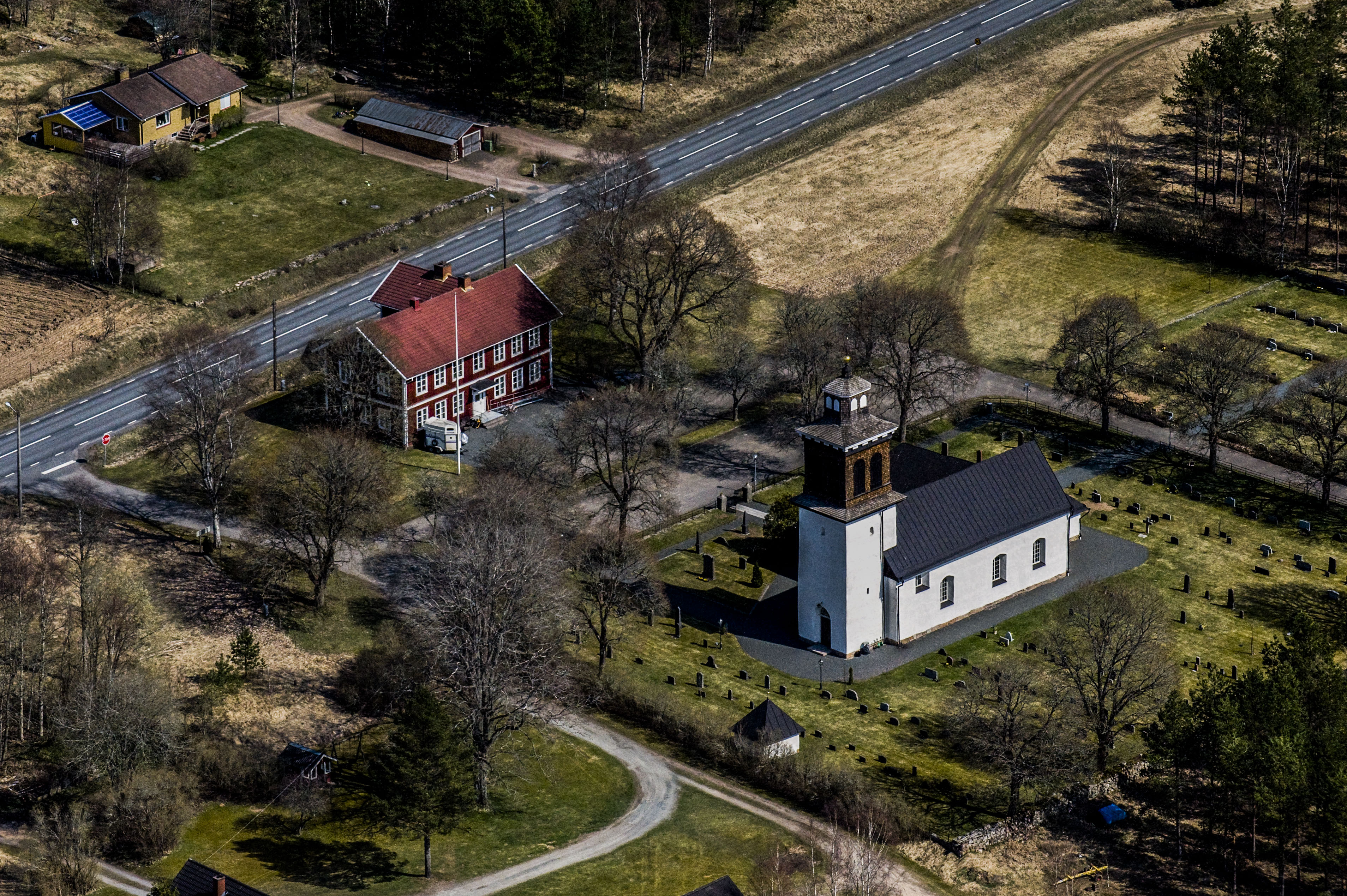
Bälaryds kyrka

Bälaryd en ort i Aneby kommun i Jönköpings län, kyrkby i Bälaryds socken, som ligger sydväst om Aneby.
I byn ligger Bälaryds kyrka. 